# Stefano Napoleoni
Stefano Napoleoni (Roma, Italia, 26 de junio de 1986) es un futbolista Italiano. Juega de delantero en el Real Monterotondo de la Serie D.

## Clubes
| Club                      | País    | Año       |
| ------------------------- | ------- | --------- |
| Widzew Łódź               | Polonia | 2006-2009 |
| Levadiakos                | Grecia  | 2009-2013 |
| Atromitos                 | Grecia  | 2013-2016 |
| Estambul Başakşehir F. K. | Turquía | 2016-2019 |
| Göztepe S. K.             | Turquía | 2019-2021 |
| Ümraniyespor              | Turquía | 2021-2022 |
| Roma City F. C.           | Italia  | 2022-2023 |
| Real Monterotondo         | Italia  | 2023-     |